# Spišská župa (Československo)
Spišská župa (slovensky Spišská župa) byla jedna ze žup, jednotek územní správy na Slovensku v rámci prvorepublikového Československa. Byla vytvořena při vzniku Československa z uherské Spišské župy. Existovala v letech 1918–1922, měla rozlohu 3 459 km² a jejím správním centrem byla Levoča.

## Historický vývoj
Po vyhlášení Martinské deklarace dne 30. října 1918, kterou se Slovensko vydělilo z Uherska a přičlenilo k nově vzniklému Československu, zůstalo slovenské území dočasně rozdělené na administrativní celky vytvořené Uherskem. Jedním z těchto celků byla Spišská župa, která vznikla z původní uherské Spišské župy. V čele župy stál vládou jmenovaný župan, který disponoval všemi pravomocemi, zatímco samosprávná funkce župy byla potlačena.
Sídlo župy se nacházelo v Levoči.
Spišská župa existovala do 31. prosince 1922. K 1. lednu 1923 bylo na Slovensku vytvořeno nové župní zřízení, které bylo původně plánované pro celé Československo, nicméně realizováno bylo pouze právě na Slovensku.

## Geografie
Spišská župa se nacházela na východním Slovensku, v okolí řek Hornád a Poprad. Na západě hraničila s Liptovskou župou, na jihozápadě s Gemersko-malohontskou župou, na jihu s Abauj-turňanskou župou a na východě se Šarišskou župou. Severní hranici tvořila státní hranice s Polskem.

## Administrativní členění
V roce 1919 se Spišská župa členila na osm slúžňovských okresů (Gelnica, Kežmarok, Levoča, Spišská Nová Ves, Spišská Sobota, Spišská Stará Ves, Spišské Podhradie a Stará Ľubovňa) a osm měst se zřízeným magistrátem (Poprad, Kežmarok, Spišská Belá, Gelnica, Levoča, Spišská Nová Ves, Spišské Vlachy, Spišské Podhradie), která byla na úrovni okresů.